# ジョン・ヘイムリ
ジョン・J・ヘイムリ（英語: John J. Hamre, 1950年7月3日 - ）は、アメリカの政治学者、官僚。国際問題研究の専門家。2000年4月からはシンク・タンク「戦略国際問題研究所」社長兼CEOを務めている。

## 経歴

### 教育
サウスダコタ州スー・フォールズのオーガスターナ大学から、政治学と経済の学士号を取得した（1972年）。その翌年、ハーヴァード神学校のロックフェラー特別研究員となった。1978年、ジョンズ・ホプキンス大学のポール・H・ニッツェ高等国際問題研究大学院から博士号を取得した。

### 政府入り
1978年から1984年まで議会予算局に勤め、国家安全保障・国際問題担当局長補代理に就任した。同職在籍中、上下両院の委員会に対する、分析その他の支援を管轄した。1980年代には、上院軍事委員会に10年間在籍した。その間、彼は主に調達研究開発計画、防衛予算問題と上院歳出委員会との関係を監督・評価する責任を帯びていた。
1993年から1997年まで、ビル・クリントン大統領政権下で国防次官（経理担当）を務めた。1997年、国防副長官に就任し、1999年まで在職した。
2001年、上院から航空宇宙産業将来評価委員会の委員に任命された。

### 栄誉
2008年、ノルウェー国王ハーラル5世は、「ノルウェーと米国の両国における政治家、当局、研究者の間の協力促進に対する」努力を顕彰して、ヘイムリをノルウェー王室メリット勲位の司令官に指定した。
2016年11月、旭日大綬章を受章。